# Automotive Systems Developments
Automotive Systems Developments ist ein britischer Hersteller von Automobilen.

## Unternehmensgeschichte
Bob Egginton gründete das Unternehmen in Leeds in der Grafschaft Kent. Er begann 1983 mit der Produktion von Automobilen und Kits. Der Markenname lautet ASD. Insgesamt entstanden bisher mehr als 15 Exemplare. Das Unternehmen war außerdem an Tripos R & D und CK Automotive beteiligt, die ebenfalls Automobile herstellten.

## Fahrzeuge
Der Minim war ein Roadster mit Mittelmotor. Die Basis stellte ein Fahrgestell aus Stahl dar. Ein Vierzylindermotor vom Mini trieb das Fahrzeug an. Zwischen 1984 und 1996 entstanden etwa sechs Exemplare.
Der Hobo erschien 1987. Es ähnelte einem Mini Moke und basierte ebenfalls auf dem Mini. Bis 1991 entstanden vier Exemplare.
Fünf Nachbildungen des Aston Martin DBR 1 auf Basis Jaguar XJ 6 sowie eine ungenannte Anzahl an Nachbildungen des Aston Martin DBR 2 entstanden, die Le Mans genannt wurden. ARA Racing von 2005 bis 2006 und AS Motorsport seit 2007 setzten die Produktion unter dem Markennamen ARA fort.
Der 250 entsprach dem Maserati 250 F. Ein Vierzylindermotor von der Alfa Romeo Alfetta mit 2000 cm³ Hubraum trieb das Fahrzeug an.
Darüber hinaus gibt es Nachbauten von Modellen von Ferrari und Mercedes-Benz.